# 매딜린 베일리
매딜린 베일리(Madilyn Bailey, 1992년 9월 2일 ~ )는 미국의 유튜버, 싱어송라이터이다.

## 음반 목록

### 정규 음반
- Muse Box (2015)

### EP
- Bad Habit  (2012)
- Wiser (2016)